# عبد الرحمن جودت
عبد الرحمن جودت عبد الغني هو سياسي عراقي شغل مناصب وزارية خلال العهد الملكي في العراق.

## سيرته
ولد في الحلة عام 1907، وتوفي في بغداد في 14 نيسان 1964.
كان متزوجا من بنت خاله سلمان البراك. تخرج من مدرسة الحقوق عام 1933.

## شغله ومناصبه
بعد تخرجه عمل ملاحظا في وزارة الاقتصاد والمواصلات، ثم عين مديرا لناحية أبي غرق في أيار 1935. وفي كانون الأول 1938، عين قائممقام لقضاء السماوة (كان القضاء تابعا للواء الديوانية). وفي تموز 1940، شغل منصب قائممقام لقضاء النجف (كانت يتبع لواء كربلاء). وفي أيار 1943، شغل منصب قائممقام قضاء المحمودية، ثم قائممقام لقضاء الشامية في العام التالي. وفي تموز 1945، شغل منصب قائممقام مركز الديوانية.
وفي شباط 1946، شغل لأول مرة منصب متصرف (محافظ) للواء المنتفك، ثم شغل منصب متصرف لواء الديوانية للفترة من كانون الأول 1947 حتى كانون الثاني 1950 حيث نقل إلى لواء بغداد ليشغل منصب المتصرف، ويبقى في هذا المنصب سنة ونصف السنة.
وفي تموز 1951، شغل منصب مدير في وزارة الداخلية.
شغل منصب وزير الصحة في وزارة مصطفى محمود العمري عام 1952، ثم شغل منصب وزير المواصلات والأشغال العامة في وزارة نور الدين محمود عام 1952 ثم شغل منصب وزير الزراعة في وزارتي جميل المدفعي السادسة والسابعة.
كما شغل منصب وزير العدلية بالوكالة عام 1952، ووزير الشؤون الاجتماعية بالوكالة كذلك عام 1953 بسبب إيفاد الوزير ماجد مصطفى إلى عمّان.
انتخب نائبا عن لواء الديوانية في حزيران 1954 وأيلول 1954 حتى آذار 1958.